# Durango (fumetto)
Durango è un personaggio immaginario protagonista della omonima serie a fumetti franco-belga creata dal disegnatore belga Yves Swolfs. La serie è ispirata al personaggio interpretato da Jean-Louis Trintignant nel film western italiano del 1968 intitolato Il grande silenzio e diretto da Sergio Corbucci.

## Trama
Il protagonista della serie è un pistolero solitario soprannominato "il pacificatore". Perde l'uso della mano destra dopo essere stato ferito e da quel momento acquista una Mauser C96, una delle prime pistole automatiche, ed inizia ad usarla con grande abilità con la mano sinistra.

## Autori
- Sceneggiatura : Yves Swolfs
- Disegni :
  - Yves Swolfs (volumi da 1 a 13)
  - Thierry Girod (volumi da 14 a 16)
  - Giuseppe IKO Ricciardi (volume 17)
- Colori : Stephan Swolfs, Dominique de Hollogne, Sophie Lafon, Jocelyne Charrance

## Elenco albi originali
1. Les chiens meurent en hiver (1981)
2. Les Forces de la colère (1982)
3. Piège pour un tueur (1983)
4. « Amos » (1984)
5. Sierra sauvage (1985)
6. Le Destin d'un desperado (1986)
7. « Loneville » (1987)
8. Une raison pour mourir (1988)
9. L'Or de Duncan (1990)
10. La Proie des chacals (1991)
11. Colorado (1992)
12. L'Héritière (1994)
13. Sans pitié (1998)
14. Un pas vers l'enfer (2006)
15. El Cobra (2008)
16. Le crépuscule du vautour (2012)
17. Jessie (2017)
18. L'otage (2021)

## Edizioni italiane
1. Durango - Volume 1 (2008 Planeta de agostini) raccoglie i primi tre albi:
  - L'inverno dei cani che muoiono
  - La forza dell'ira
  - Trappola per un assassino
2. Durango - Volume 2 (2008 Planeta de agostini) raccoglie gli albi 4, 5 e 6:
  - Amos
  - Sierra selvaggia
  - Il destino di un desperado
3. Durango - Volume 3 (2008 Planeta de agostini) raccoglie gli albi 7, 8 e 9:
  - Loneville
  - Una ragione per morire
  - I'oro di Duncan
4. Durango - Volume 4 (2008 Planeta de agostini) raccoglie gli albi 10, 11 e 12 :
  - In preda agli sciacalli
  - Colorado
  - L'ereditiera

- Durango - L'ostaggio (2021 Editoriale Cosmo) con l'albo 18 L'otage